# Coryphopterus glaucofraenum
Coryphopterus glaucofraenum är en fiskart som beskrevs av Gill, 1863. Coryphopterus glaucofraenum ingår i släktet Coryphopterus och familjen smörbultsfiskar. Inga underarter finns listade i Catalogue of Life.